# Közrefogási elv
A közrefogási elv (gyakoribb nevén „rendőrelv”) egy matematikai analízissel kapcsolatos fogalom.
A tétel fontos szerepet tölt be az analízisben, illetve az analízissel foglalkozó bizonyításokban. Általában arra használják, hogy egy függvény határértékét meghatározzák vagy bizonyítsák más függvényekkel való összehasonlítással (amelyek határértéke könnyebben kiszámítható, mint az eredeti függvényé). A legelső felhasználása Arkhimédészhez és Eudoxoszhoz kapcsolódik, akik a pí értékének meghatározásához használták a tételt. Modern formájába Gauss öntötte.
A tétel megfogalmazható sorozatok határértékére vonatkozóan és általánosabban függvények tetszőleges pontjában vett határértékére vonatkozóan.

## Tétel sorozatok határértékére

### Tétel
Tegyük fel, hogy az {\displaystyle (a_{n}),(b_{n})} és {\displaystyle (c_{n})} valós sorozatokra teljesülnek a következők:
- létezik olyan {\displaystyle N\in \mathbb {N} }, hogy {\displaystyle a_{n}\leq b_{n}\leq c_{n}} minden {\displaystyle n\geq N} indexre
- az {\displaystyle (a_{n})} és a {\displaystyle (c_{n})} sorozatoknak van határértéke és {\displaystyle lim(a_{n})=lim(c_{n})=:A\in {\bar {\mathbb {R} }}}.

Ekkor a {\displaystyle (b_{n})} sorozatnak is van határértéke és {\displaystyle lim(b_{n})=A}.

### Bizonyítás
{\displaystyle (c_{n}-a_{n})} nullsorozat.
{\displaystyle 0\leq b_{n}-a_{n}\leq c_{n}-a_{n}} majdnem minden {\displaystyle n\in \mathbb {N} }-re.
Mivel {\displaystyle (c_{n}-a_{n})} nullsorozat, {\displaystyle (b_{n}-a_{n})} is nullsorozat, {\displaystyle (b_{n})=(b_{n}-a_{n})+(a_{n})} konvergens sorozatok, így
{\displaystyle lim(b_{n})=lim(b_{n}-a_{n})+lim(a_{n})=lim(a_{n})}

## Tétel függvények határértékére

### Tétel
Legyen I egy intervallum, legyen a az I egy torlódási pontja (vagyis belső pont, vagy az intervallum "szélső", nem feltétlenül az intervallum elemét alkotó pont). Legyenek az f, g és h az I intervallumon definiált függvények, esetleg kivéve az a pontot. Az előbbi függvényekre álljon fenn, hogy I bármely a-tól különböző x pontjában:
{\displaystyle g(x)\leq f(x)\leq h(x)\,}
Ekkor, ha adott hogy:
{\displaystyle \lim _{x\to a}g(x)=\lim _{x\to a}h(x)=L.\,}
akkor {\displaystyle \lim _{x\to a}f(x)=L.}

- A függvények g és h úgynevezett felső és alsó korlátját adják f-nek.
- A pontnak a-nak nem muszáj az I intervallum belső pontjának lennie, lehet akár az intervallum végpontja is, de ekkor a határérték a megfelelő féloldali határértékre változik.
- Hasonló állítást tehetünk végtelen intervallumokra is pl.: ha I = ]0; ∞[, ekkor a tétel továbbra is igaz amint x → ∞.

### Bizonyítás
A fenti tételt a limit inferior és szuperior segítségével bizonyítjuk. Ezek tulajdonságait és a kiindulási feltételeket felhasználva igaz, hogy:
{\displaystyle L=\lim _{x\to a}g(x)\leq \liminf _{x\to a}f(x)\leq \limsup _{x\to a}f(x)\leq \lim _{x\to a}h(x)=L,}
Ez azonban a valós számok rendezési tulajdonságaiból következően(trichotómia) csak egyenlőség esetén igaz.
Egy másik bizonyítás amely a határérték (ε, δ) definícióját használja fel, megmutatja, hogy bármely valós ε > 0 -hoz létezik egy valós δ > 0 úgy, hogy minden x-re, amelyre teljesül, hogy 0 < |x − a | < δ, teljesül, hogy −ε < f(x) − L < ε. Jelekkel:
{\displaystyle \forall \varepsilon >0\ \exists \ \delta >0:\forall x\ (0<|x-a|<\delta \ \Rightarrow \ -\varepsilon <f(x)-L<\varepsilon ).}.
Vagyis ha
{\displaystyle \lim _{x\to a}g(x)=L}
azt jelenti, hogy:
{\displaystyle \forall \varepsilon >0\ \exists \ \delta _{1}>0:\forall x\ (0<|x-a|<\delta _{1}\ \Rightarrow \ -\varepsilon <g(x)-L<\varepsilon ).\qquad (1)}
és
{\displaystyle \lim _{x\to a}h(x)=L}
azt jelenti, hogy:
{\displaystyle \forall \varepsilon >0\ \exists \ \delta _{2}>0:\forall x\ (0<|x-a|<\delta _{2}\ \Rightarrow \ -\varepsilon <h(x)-L<\varepsilon ),\qquad (2)}
és adott, hogy:
{\displaystyle g(x)\leq f(x)\leq h(x)\,}
{\displaystyle g(x)-L\leq f(x)-L\leq h(x)-L\,}
akkor választhatunk úgy egy {\displaystyle \delta }-t hogy {\displaystyle \delta <\delta _{1}} és {\displaystyle \delta <\delta _{2}}; pld.:, legyen {\displaystyle \delta :={\frac {1}{2}}\min \left\{\delta _{1},\delta _{2}\right\}}. Ekkor ha adott, hogy {\displaystyle |x-a|<\delta }, akkor (1)-ből és (2)-ből következik, hogy:
{\displaystyle -\varepsilon <g(x)-L\leq f(x)-L\leq h(x)-L\ <\varepsilon ,}
{\displaystyle -\varepsilon <f(x)-L<\varepsilon },
ami bizonyítja a tételt. {\displaystyle \blacksquare }

## Példák az alkalmazásra

### Első példa
A
{\displaystyle \lim _{x\to 0}x^{2}\sin({\tfrac {1}{x}})}

Az x^{2} sin(1/x) közrefogása, és "beszorítása" a 0 pont környezetében.

határérték nem határozható meg szorzat határértékére vonatkozó tétel segítségével, vagyis a
{\displaystyle \lim _{x\to a}(f(x)\cdot g(x))=\lim _{x\to a}f(x)\cdot \lim _{x\to a}g(x),}
szabállyal, mert a
{\displaystyle \lim _{x\to 0}\sin({\tfrac {1}{x}})}
határérték nem létezik.
Viszont a szinuszfüggvény értékkészletéből,
{\displaystyle -1\leq \sin({\tfrac {1}{x}})\leq 1.\,}
következik, hogy:
{\displaystyle -x^{2}\leq x^{2}\sin({\tfrac {1}{x}})\leq x^{2}\,}
Mivel {\displaystyle \lim _{x\to 0}-x^{2}=\lim _{x\to 0}x^{2}=0}, így a közrefogási elv alapján, {\displaystyle \lim _{x\to 0}x^{2}\sin({\tfrac {1}{x}})} szintén 0.

### Második példa
Valószínűleg a legismertebb példa a következő:
{\displaystyle {\begin{aligned}&\lim _{x\to 0}{\frac {\sin x}{x}}=1,\\[10pt]&\lim _{x\to 0}{\frac {1-\cos x}{x}}=0.\end{aligned}}}
Az első állítás a tételt és a következő azonosságot alkalmazva kapható meg:
{\displaystyle \cos x<{\frac {\sin x}{x}}<1}
kellően kicsiny x-ekre, de x nem lehet 0.
A fenti két határérték a trigonometrikus függvények deriváltjának meghatározásakor is felhasználható.

## Fordítás
Ez a szócikk részben vagy egészben  a   Squeeze theorem című angol Wikipédia-szócikk ezen változatának fordításán alapul.  Az eredeti cikk szerkesztőit annak laptörténete sorolja fel. Ez a jelzés csupán a megfogalmazás eredetét és a szerzői jogokat jelzi, nem szolgál a cikkben szereplő információk forrásmegjelöléseként.

## Külső hivatkozások
- Squeeze Theorem by Bruce Atwood (Beloit College) after work by, Selwyn Hollis (Armstrong Atlantic State University), the Wolfram Demonstrations Project.